# Eupeodes
Eupeodes is een vliegengeslacht uit de familie van de zweefvliegen (Syrphidae).

## Soorten
- E. aberrantis (Curran, 1925)
- E. abiskoensis (Dusek & Laska, 1973)
- E. americanus (Wiedemann, 1830)
- E. borealis (Dusek & Laska, 1973)
- E. bucculatus

Variabele kommazweefvlieg (Rondani, 1857)
- E. canadensis (Curran, 1926)
- E. confertus (Fluke, 1952)
- E. corollae

Terrasjeskommazweefvlieg Fabricius, 1794
- E. curtus (Hine, 1922)
- E. duseki Mazanek & Bicik, 1999
- E. flaviceps (Rondani, 1857)
- E. flukei (Jones, 1917)
- E. fumipennis (Thomson, 1869)
- E. gentneri (Fluke, 1952)
- E. goeldlini

Veranderlijke kommazweefvlieg Mazanek, Laska & Bicik, 1999
- E. lambecki (Dusek & Laska, 1973)
- E. lapponica (Zetterstedt, 1838)
- E. lapponicus

Boogkommazweefvlieg (Zetterstedt, 1838)
- E. latifasciatus

Gele kommazweefvlieg (Macquart, 1829)
- E. lebanoensis (Fluke, 1930)
- E. lucasi (Garcia & Laska, 1983)
- E. lundbecki

Noordse kommazweefvlieg (Soot Ryen, 1946)
- E. luniger

Grote kommazweefvlieg (Meigen, 1822)
- E. medius (Jones, 1917)
- E. montanus (Curran, 1925)
- E. montivagus (Snow, 1895)
- E. neoperplexus (Curran, 1925)

- E. nielseni

Donkere kommazweefvlieg (Dusek & Laska, 1976)
- E. nigroventris (Fluke, 1933)
- E. nitens

Golvende kommazweefvlieg (Zetterstedt, 1843)
- E. nuba (Wiedemann, 1830)
- E. ochrostoma (Zetterstedt, 1849)
- E. perplexus (Osburn, 1910)
- E. pingreensis (Fluke, 1930)
- E. pomus (Curran, 1921)
- E. punctifer (Frey, 1934)
- E. rufipunctatus (Curran, 1925)
- E. sculleni (Fluke, 1952)
- E. snowi (Wehr, 1922)
- E. subsimus (Fluke, 1952)
- E. talus (Fluke, 1933)
- E. tirolensis (Dusek & Laska, 1973)
- E. vandergooti (Dusek & Laska, 1973)
- E. venablesi (Curran, 1929)
- E. volucris Osten Sacken, 1877